# Chrysochroa buqueti
Chrysochroa buqueti är en skalbaggsart som ingår i familjen praktbaggar, Buprestidae, och fick en vetenskaplig beskrivning av entomologen Hippolyte Louis Gory 1833. Precis som andra arter i släktet har denna skalbagge praktfulla färger på täckvingar och exoskelett.

## Beskrivning
Chrysochroa buqueti har en liknande anatomi och kroppsform som nära besläktade arter, till exempel Chrysochroa ocellata. Den här skalbaggsarten besitter ett iridiserat exoskelett med främst metalliskt skimrande rött på sidorna om huvudet och framkroppen och metalliskt indigoblått på dorsalsidan. På huvudet sitter två ganska stora, rödbruna komplexögon. Antennerna är segmenterade och har blå färg. Skalbaggens täckvingar är glänsande och har en guldgul bakgrundsfärg med två blåglänsande prickar i mitten och blå spetsar. Även skalbaggens ben är oftast blå.
Färgteckningen skiljer sig mellan olika individer och beroende på underart, en del har svarta eller violetta mönster på täckvingarna och med en röd framkropp. Under täckvingarna är kroppen metalliskt blå. Skalbaggen blir omkring 4–5 cm lång.

## Ekologi och levnadssätt
Precis som andra praktbaggar finner man denna skalbaggsart i varma och tropiska klimat och i anslutning till träd och riklig vegetation. C. buqueti lever främst på mangoträdet Mangifera indica som är värd åt insekten. Larven livnär sig på veden innan den förpuppar sig och genomgår fullständig metamorfos. 

## Utbredning
Chrysochroa buqueti förekommer i Sydostasien och mer specifikt i länderna Thailand, Malaysia och Bhutan. Praktbaggen har observerats i norra Bhutan, norra och södra Thailand och i närheten av Kuala Lumpur i Malaysia.

## Status och hot
Många praktbaggar i familjen Buprestidae är eftertraktade i handeln. Djurens säljs som samlarobjekt över bland annat Internet på grund av deras spektakulära färgteckningar. I vissa länder som Indien eller Japan förekommer även smycken som består av delar från skalbaggarna, täckvingarna. Dessa brukar ingår i örhängen eller som halsband som kan köpas. 
I framtiden riskerar C. buqueti samt andra praktbaggar att vara utrotningshotade både för att efterfrågan på marknaden är stor men även på grund av skogsskövling och habitatförstörelse.

## Underarter
- Chrysochroa buqueti buqueti
- Chrysochroa buqueti rugicollis